# Magnus Lekven
Magnus Lekven (ur. 13 stycznia 1988 w Porsgrunn) – norweski piłkarz, grający na pozycji pomocnika.

## Kariera klubowa
Lekven profesjonalną karierę rozpoczął w klubie Odds BK, w którym występował do lata 2012 roku. Wówczas to podpisał umowę z duńskim zespołem Esbjerg fB, w którym początkowo miał występować dopiero wiosną 2013 roku, kluby doszły jednak do porozumienia w sprawie wcześniejszego transferu. W 2016 przeszedł do Vålerengi.

## Kariera reprezentacyjna
W reprezentacji Norwegii zadebiutował 15 stycznia 2012 roku w towarzyskim meczu przeciwko Danii. Na boisku pojawił się w 85 minucie meczu..
| Mecze i gole w reprezentacji | Mecze i gole w reprezentacji | Mecze i gole w reprezentacji | Mecze i gole w reprezentacji | Mecze i gole w reprezentacji | Mecze i gole w reprezentacji | Mecze i gole w reprezentacji |
| #                            | Data                         | Stadion                      | Rywal                        | Wynik                        | Gol                          | Rozgrywki                    |
| 2012                         | 2012                         | 2012                         | 2012                         | 2012                         | 2012                         | 2012                         |
| ---------------------------- | ---------------------------- | ---------------------------- | ---------------------------- | ---------------------------- | ---------------------------- | ---------------------------- |
| 1.                           | 15.01.2012                   | Bangkok, Tajlandia           | Dania                        | 1:1                          | 0                            | towarzyski                   |
| 2.                           | 21.01.2012                   | Bangkok, Tajlandia           | Korea Południowa             | 0:3                          | 0                            | towarzyski                   |
| 2013                         |                              |                              |                              |                              |                              |                              |
| 3.                           | 12.01.2013                   | Ndola, Zambia                | Zambia                       | 0:0                          | 0                            | towarzyski                   |
| 4.                           | 11.06.2013                   | Oslo, Norwegia               | Macedonia Północna           | 2:0                          | 0                            | towarzyski                   |

## Sukcesy
Esbjerg
- Puchar Danii: 2013